# Bridgewater (New Jersey)
Bridgewater è un comune (township) degli Stati Uniti d'America, nella contea di Somerset, nello Stato del New Jersey.

## Località
Il comune comprende il census-designated place di:
- Martinsville

e le unincorporated community di:
- Bradley Gardens
- Green Knoll
- Finderne
- Middlebrook Heights